# David Puclin
David Puclin (Čakovec, 17 giugno 1992) è un calciatore croato, centrocampista del Kisvárda.

## Carriera
Il 19 gennaio 2018 viene acquistato a titolo definitivo dalla squadra croata dello Slaven Belupo.